# Кравчук, Вадим Васильевич
Вадим Васильевич Кравчук (бел. Вадзім Васільевіч Краўчук; род. 30 сентября 1977, Брест, Брестская область, Белорусская ССР) — белорусский государственный деятель, заместитель председателя Брестского облисполкома (с 13 декабря 2022 года).

## Биография

### Ранние годы
Родился 30 сентября 1977 года в городе Брест. В 1994 году окончил среднюю школу № 21 города Бреста. Окончил Белорусский коммерческий университет управления (финансы и кредит), Академию управления при Президенте Республики Беларусь (государственное управление национальной экономикой). С 1998 по 2001 год с перерывом на службу в рядах Вооруженных сил Республики Беларусь работал в инспекции Государственного налогового комитета по Московскому району Бреста.

### Начало карьеры
В 2001 году работал в отделе экономики производственной сферы комитета экономики облисполкома. Работал заместителем начальника отдела, советником отдела экономического анализа группы советников председателя облисполкома, начальником отдела финансовых отношений комитета экономики, заместителем председателя комитета экономики, начальником отдела финансового анализа Брестского облисполкома.
В 2010 году назначен первым заместителем главы администрации Московского района.
С 2014 по 2017 год был главой администрации Московского района города Бреста.
28 января 2017 года был назначен на должность первого заместителя председателя Брестского горисполкома.
20 сентября 2021 года Александр Лукашенко дал согласие на назначение Вадима Кравчука председателем Жабинковского райисполкома. 22 сентября 2021 год представлен губернатором Юрием Шулейко Жабинковскому районному Совету депутатов и Жабинковскому районному исполнительному комитету.
12 декабря 2022 года Александр Лукашенко дал согласие на назначение Вадима Кравчука заместителем председателя Брестского облисполкома.
Женат, имеет четырёх дочерей.

### Первый заместитель председателя Брестского горисполкома
В ходе своей трудовой деятельности на посту вице-мэра города Бреста большое значение уделял программе «Культура Беларуси» на 2016—2020 годы. Внес большой вклад в развитие межгосударственных связей, в подготовку и проведение мероприятий, приуроченных к 1000-летию города Бреста. Под его руководством прошло более 1000 разноформатных мероприятий. 11 октября 2017 года на саммите глав Содружества Независимых Государств Брест был объявлен «Культурной столицей Содружества 2019 года». Мероприятия «Культурной столицы Содружества» вошли в план культурно-массовых мероприятий, посвященных тысячелетию города Бреста, в рамках которого были реализованы 34 культурных мероприятия. Непосредственно под руководством Вадима Кравчука проводилась подготовка всех мероприятий.
Серьёзную организационную работу провел Вадим Кравчук в 2019 году по перезахоронению жертв Брестского гетто, погибших в годы Великой Отечественной войны. Событие привлекло международное внимание.
Под руководством Вадима Кравчука в 2019 году внедрена электронная система оплаты в общественном транспорте города Бреста.
Во время нахождения Вадима Кравчука на посту вице-мэра Бреста, город достиг ряда успехов в экономических показателях.
По итогам 9 месяцев 2020 года индекс промышленного производства по городу Бресту составил 101,9 %.
На 1 октября 2020 года удельный вес отгруженной инновационной продукции составил 4,4 % или 189,2 млн рублей. Обеспечено положительное сальдо внешней торговли товарами и диверсификация экспорта. Экспорт осуществлялся в 77 стран. Новые экспортные поставки осуществлялись в 7 стран (Бразилия, Гана, Индия, Пакистан, Панама, Сирийская Арабская Республика, Эквадор).
Обеспечен значительный рост экспорта компьютерных услуг (темп — 131,1 %, объём — 14,8 млн долларов) и строительных услуг (темп — 157,3 % , объём — 14,8 млн долларов).
Номинальная начисленная среднемесячная заработная плата составила за 8 месяцев 2020 года — 1201,1 белорусских рубля, выросла с начала 2017 года на 569 белорусских рублей или почти в 2 раза.
По городу обеспечен рост количества занятого населения. За январь-август 2020 года численность занятого населения увеличилась на 2,8 тыс. человек и составила 173,9 тысяч человек (темп роста 101,6 % при падении по Брестской области — 99,2 %). С 2017 года количество занятого населения выросло более чем на 5 тыс. человек и составило 173,9 тыс. человек.
Обеспечено качественное использование преимуществ безвизовой зоны, с начала введения безвизового режима областной центр посетили около 50 тыс. зарубежных гостей из 59 стран.
Проведены два экономических форума городов-побратимов и партнеров города Бреста, только в 2019 году приняло участие 56 делегаций из 18 стран, и подписано 18 контрактов, договоров и соглашений.

## Председатель Жабинковского райисполкома
20 сентября 2021 года Александр Лукашенко дал согласие на назначение Вадима Кравчука председателем Жабинковского райисполкома. 22 сентября 2021 год представлен губернатором Юрием Шулейко Жабинковскому районному Совету депутатов и Жабинковскому районному исполнительному комитету.
Главой района заявлялось о планируемой реновации паркового пространства в городе Жабинка.
Оформлены побратимские отношения с Задонским районом Липецкой области, Иглинским районом Республики Башкортостан и городским округом Перевозский Нижегородской области.
По некоторым данным, одним из медиа-ресурсов, публикующих инсайдерскую информацию о деятельности администрации Вадима Кравчука является проект «Жабінка актуальна» (представлен в Instagram и Telegram).

## Награды
- Почетная грамота Министерства информации Республики Беларусь
- Медаль воинской славы 38-й отдельной гвардейской десантно-штурмовой Венской Краснознаменной бригады
- Медаль «110 лет профсоюзному движению Беларуси»
- Медаль «100 лет белорусским экономическим органам»
- Медаль «100 лет Вооруженным Силам Республики Беларусь»
- Медаль «100 лет органам государственного контроля Беларуси»
- Медаль «90 лет на защите Отечества»